# Nemzeti Felszabadítási Front (Algéria)
A Nemzeti Felszabadítási Front (arabul: جبهة التحرير الوطني; Jabhatu l-Taḥrīri l-Waṭanī; franciául: Front de libération nationale, FLN) egy algériai nacionalista politikai párt. A legfontosabb nacionalista mozgalom volt az algériai háború alatt és az egyetlen legális, így uralkodó politikai pártja volt Algériának a pártok 1989-es legalizációját megelőzően. Az FLN 1954-ben alakult a Demokratikus Szabadságok Diadaláért Mozgalom tagjai közötti törés mentén, magába foglalja a Különleges Alakulat, félkatonai alszervezetét és a mozgalom fegyveres szárnyát: a Nemzeti Felszabadítási Hadsereget, amely 1954 és 1962 között részt vett az Algériai Háborúban is. Az 1962-es éviani egyezményt követően a párt felszámolta a belső nézeteltéréseket és egypártrendszerben állt az ország élén. Az 1988-as iszlamista csoportokkal szembeni Októberi Lázongások és az algériai polgárháború (1991–2002) után az FLN újra az ország élére került a 2002-es algériai parlamenti választáson, és azóta is kormányon maradt, időnként párkoalíciók formájában.

## Története

### Gyarmati korszak
Az FLN előtörténete a második világháború kitörését követő gyarmatosításellenesség és algériai nemzeti érzés erősödéséhez vezethető vissza. Az algériai muszlim népesség elnyomása erősödött Abdel-Hamid Ben Bádisz sejk házi őrizetbe vételével és azzal, hogy Henri Philippe Pétain kormánya betiltotta az Algériai Kommunista Pártot, valamint az Algériai Néppártot. Ahogy a háború folyamatosan a nyugati szövetségeseknek kedvezményezett, és az USA globális ideológiai gyarmatosításellenes kampányával együtt, az algériai nacionalisták tevékenységük középpontjába helyezték, hogy az Európában aratott győzelmüket az ország függetlenségének népszerűsítésére használják, amely megjelenik a Ferhát Abbász által írt Az algériai nép követelései-ben is. Ez a cél azonban elbukott, így egy új párt alakult: a Demokratikus Szabadságok Diadaláért Mozgalom (MTDL), amelyet a frissen felfedezett Ahmed Messzali Hadzs alapított és vezető szerepet végzett a mozgalomban.
Bár az algériai közgyűlés kettős elektori rendszere megszabta, hogy mind a francia telepesek, mind a muszlim közösség 60-60 képviselővel rendelkezhetnek, a muszlimok száma jelentősen nagyobb volt, mint a francia telepeseké. Az alulreprezentáltságot fémjelező 1948-as méltánytalan választás korlátokat szabott az MTDL politikai hatalomszerzésének. Ennek következtében az algériai nacionalisták egy militarista fordulatot vettek, ahogy ez a Különös Alakulat (Algéria) szerepvállalásában is megnyilvánul, amely az MTLD félkatonai alszervezete volt és tagjai az algériai politika olyan fontos tagjai voltak, mint Ahmed Ben Bella, Huszein Ait Ahmed és Mohamed Budiaf. 
Később, 1951-ben Ahmed Ben Bella elfogását követő Különleges Alakulat felbomlása rövid időre visszavetette a nacionalista mozgalmat, mindeközben ösztönözte is a Különleges Alakulat harcosait egy új szervezet – a Forradalmi Bizottság az Egységért és Cselekvésért (CRUA) – alapítására. Eleinte a vezetőség öt főből állt, ezek  Musztafa Ben Bulaj, Larbi Ben M'hidi, Rabah Bitat, Mohamed Budiaf és Murád Didus voltak. Később augusztusban Krim Belkacem, a nyár folyamán pedig Huszein Ait Ahmed, Ahmed Ben Bella és Mohamed Khider is csatlakozott.
A Nemzeti Felszabadítási Front (FLN) 1954. október 10-én alakult. A CRUA alakulása után egy évvel jött létre, mivel a CRUA nem tudott egységet alkotni az MTLD párton belül. 1954. november 1-én az FLN kezdte az algériai háborút. Murád Didus 1955 január 18-án meghalt, miközben Ben Bulaj és Bitat is a franciák fogságába került. Így Abane Ramdane vette át az FLN algíri kampányának irányítását és lett a párt egyik legmeghatározóbb vezetője. 1956-ra csaknem az összes algériai nacionalista szervezet belépett az FLN-be, amely így az ország legmeghatározóbb nacionalista csoportja lett, a kisebb nacionalista szervezeteket kooptálta vagy csatlakozásra kényszerítette; az FLN-en kívül maradók közül a legnépszerűbb a Ahmed Messzali Hadzs által vezetett Algériai Nemzeti Mozgalom (MNA) volt. Ez időben az FLN egyfajta ideiglenes kormánnyá szerveződött egy ötfős törvényhozó és végrehajtó testülettel és területileg hat vilajetbe szerveződött az Oszmán Birodalom-kori közigazgatási határok szerint.
Az FLN háború alatti fegyveres szárnyát Nemzeti Felszabadítási Hadseregnek (ALN)-nek nevezték. Gerillacsoportokra oszlott, akik Franciaország és az MNA ellen harcoltak Algériában (és a francia „kávézói háborúkban” Messzali követőivel küzdöttek az emigráns közösség feletti kontrollért), az FLN másik része inkább hasonlított egy hagyományos hadsereghez. Ezeknek az egységeknek a bázisa a szomszédos berber országokban volt (főképpen Oujdában, Marokkóban és Tunéziában). És bár a seregek megszálltak területeket, fegyvert és ellátmányt vittek át a határon, általánosságban kevesebb akcióval néztek szembe, mint az elszórt gerillaseregek. A csoportok irányítását később Huári Bumedien, ezredes vette át, mint az FLN emigránskormány (GPRA)-káderek komoly ellenzéke és idővel az algériai politikai hatalom élére került.

### Függetlenség és egypártállam
A függetlenségi háború 1962 márciusában fejeződött be, amikor a francia kormány aláírta az éviani egyezményt, egy fegyverszüneti megállapodást az FLN-nel. Ugyanazon év júliusában az algériai nép is elfogadta a fegyverszüneti megállapodást Franciaországgal egy referendumban, amely gazdasági és szociális együttműködést is követel. Az egyezményt teljes függetlenség követte, az FLN megragadta az ország feletti hatalmat. A politikai ellenzéket, nevezetesen az MNA-t és kommunista szervezeteket törvényen kívül helyeztek és Algéria pártállamnak minősült. Az FLN vált az ország egyetlen jogerős és uralkodó pártja. 
Rögtön az ország függetlenné válását követően a pártban komoly hatalmi harcok törtek ki. A politikai vezetők két nagyobb táborrá egyesültek: Egy központi bizottsággá, amelyet Ahmed Ben Bella alapított a határmenti hadsereg támogatásával, az előző emigránskormánnyal szemben. Bumedien hadserege gyorsan leverte az ellenállást és Ben Bellát tette elnökké. Az egyetlen és leghatalmasabb politikai szerv a korábbi ALN maradt, amely a száműzetésből sértetlenül került hatalomra és szervezte az ország hadseregét. Ezen felül voltak regionális hatalommal rendelkező gerillaseregek is, amelyek párton belüli befolyásért dolgoztak. Az egypártrendszert építve Ben Bella megszabadult minden ellenzéktől (úgymint Ferhat Abbásztól), ugyanakkor hamar falakba ütközött, különösen Bumediennel szemben, aki igyekezett elhatárolódni a hadseregtől.
1965-ben Bumedien és Ben Belle közötti feszültség egy puccsá növekedett, miután Ben Bella megkísérelte kirúgni az ezredes egyik legfőbb kollaboránsát, Abd el-Azíz Buteflíka külügyminisztert (akit 1999-ben Algéria elnökévé választottak). Államszocialista és gyarmatosításellenes nacionalistaként Bumedien rendeletekkel és „forradalmi legitimációval” kormányzott, háttérbe szorítva az FLN-t a saját döntéseivel és a hadsereg intézményével szemben, miközben megőrizte az egypártrendszert. Bumedien szoros ellenőrzés alatt tartotta a pártvezetőséget egészen az 1978-as haláláig, amikor is a párt ismét újraszerveződött a katonaság újabb jelöltje, Sadli Bendzsedid ezredes keze alatt. A katonaság alaposan reprezentált maradt az FLT Központi Bizottságában és országszinten is igen hatalmasnak mondható volt. Az 1980-as években az FLN mérsékelte programjának szocialista tartalmát néhány szabadpiacot támogató reformmal, miközben megszabadult Bumedien kulcsembereitől. 

### Többpárti korszak
1988-ban több tüntetés és zavargás nagy volumenű politikai reformok meghozatala felé lökte az országot. A felkelések eredményeként megváltoztatták az alkotmányt úgy, hogy az engedélyezze a többpártrendszert. Az első többpárti választások az 1990-es helyi választások voltak, amelyben komoly veszteség érte az FLN-t az iszlamista Iszlám Üdvözülés Front (ISF) javára, amely a helyi önkormányzatok több, mint felét elnyerte, míg az FLN mindössze a szavazatok negyedét szerezte meg és hasonló mennyiségű önkormányzatot tudott megtartani. A következő évben tartott parlamenti választásokon az ISF elsöprő győzelmet aratott, a 231 mandátumból 188-at nyertek, míg az FLN mindössze 15-öt, így harmadik helyen végzett a Szocialista Erők Frontja mögött. Ezt azonban hamarosan a választások után egy puccs követte a már meggyengült FLN-kormány ellen, amely elindította az Algériai Polgárháborút. 
Algéria több éven át a hadsereg közvetlen irányítása alatt állt, ez idő alatt, a háború első felében a párt ellenzéki pozícióban volt. Ennek fontos mozzanata volt az 1995-ös Szent Egyed-platform aláírása, amely erősen kritikus volt a hadsereg intézményével szemben. Belső hatalmi harcokat és egy vezetőváltást követően azonban újból támogatta az elnökséget. A formális demokrácia visszaállítása után az FLN kezdetben nem tudta visszaszerezni befolyásos helyzetét, ezt mutatja az 1997-es parlamenti választások eredménye, ahol harmadik helyen végzett a szavazatok 14%-ának és a 231-ből 69 mandátum megnyerésével. A 2002-es választásokon azonban elsöprő győzelmet aratott, itt már a 389 mandátumból 199-et szerzett. 
A párt Ali Benfilszt jelölte elnöknek a 2004-es elnöki választásokra. Abd el-Azíz Buteflíka ellenfeleként végezte, de a szavazatoknak mindössze 6.4%-át nyerte el. 2005-ben az FLN elnöki szövetségbe lépett a Nemzeti Gyűlés a Demokráciáért (RND) mozgalommal és a Társadalomért és Békéért Mozgalommal (MSP). 
A 2007-es parlamenti választásokon az FLN mandátumai 163-ra csökkentek, bár Abdelaziz Belkhadem az FLN-től megtartotta miniszterelnöki pozícióját. A párt elnöki jelöltje a 2009-es elnöki választásokra Buteflíka volt, aki el is nyerte a szavazatok 90%-át. 
2012-ben az MSP elhagyta az elnöki szövetséget és a Zöld Algéria Szövetséghez csatlakozott. Ennek ellenére a 2012-es parlamenti választásokon az FLN maradt a legtöbb mandátummal rendelkező párt, ekkor a 462-ből 208-at tudtak magukénak. Buteflíkát a 2014-es elnökválasztásokon újraválasztották az FLN listáján a szavazatok 82 százalékával. Az idős és betegeskedő Buteflíkát a közvélemény egy gyakran „homályosnak” nevezett tábornokok és hírszerző tisztekből álló csoport frontemberének tartja. Az FLN-re az algériaiak le puvoir („a hatalom”)-ként hivatkoznak, amelynek egyes tagjait décideurs („döntéshozó”)-nak nevezeik. A The Economist 2012-ben így írt róluk: „A leghatalmasabb ember a földön talán Mohamed Medjen, akit Toufiq-ként ismerünk, aki a katonai hírszerzés feje volt két évtizeden át.” Mohamed Medjen tábornok, a katonai hírszerzés feje volt 1990 és 2015 között egy vezető décideur-ként van számon tartva a pouvoir-on belül titokzatossága ellenére. 
A 2017-es parlamenti választásokon az FLN a 462 mandátumból 164-et szerzett, tehát az előző választáshoz képest 44-gyel kevesebbet. Az RND jó szereplése miatt azonban (100 mandátumot szerzett) az Elnöki Szövetség képes volt fenntartani parlamenti többségét és ezzel kormányon maradni.

## Ideológia
Az FLN elsősorban az algériai nacionalista ideológiát képviselte, egy mozgalomként értelmezhető a tágabb arab nacionalizmus és a pánarab szolidaritás keretein belül. A politikai legitimációját három forrásból nyerte: Nacionalizmus és forradalmi harc Franciaország ellen; Szocializmus, tágan értelmezett, a kizsákmányolásellenes világnézeten alapszik; iszlám mint a nemzettudatosság legfőbb alapja és egy elengedhetetlen tényező az algériai identitás megteremtésében mint egyfajta elkülönülés a francia algériaiaktól vagy a franciákat támogató feketelábúaktól.
Ahogy azt neve is mutatja, „frontként” értelmezte önmagát, amely különböző szociális szférákat és ideológiai trendeket foglalt magában, még ha egy masszív algériai politikai közösség koncepciója fokozatosan bele is olvadt ebbe a vízióba. A függetlenség idején kevéssé volt jelen egy kifejlett pártideológia azon kívül, hogy Algéria felszabadítására fókuszált. Ez utóbbi vezetett arra, hogy az FLN nem volt hajlandó foglalkozni a berber nyelven beszélő algériaiak berber identitásával, akik az algériai népesség felét tették ki, amely erős ellenállást vont maga után és rögtön a függetlenség elérése után szakadást eredményezett a mozgalomban: Huszein Ait Ahmed megalapította a berberista és demokrácia párti Szocialista Erők Frontot (FFS). 

### Antikolonializmus és iszlamizmus
Az antikolonializmus széles körben az algériai hivatalos diskurzus központi értékeként tekinthető a korabeli politika és társadalomtörténetben, különösen az FLN és később az iszlamista mozgalom alakulása idején. A muszlim populáció alkotmányos szinten diszkriminált volt, ezt alátámasztja az a tény is, hogy a francia telepesek 1875-ben 80%-át tették ki három megyei önkormányzat tagságának. Helyi szinten a megyei önkormányzatok a muszlim férfiak mindössze 5 százalékának garantáltak szavazati jogot egészen 1919-ig, amikor ez az arány 25%-ra növekedett. A nacionalista szemléletmód tehát szorosan összefonódott az antikolonializmussal és az antiimperializmussal, amely tartós jellemzője maradt az algériai külpolitikának. 
Az iszlamizmus megmaradt uralkodó ideológiaként az algériai politikában a különböző korok sajátos társadalmi kontextusai miatt. A megalázó 1871-es mokrani felkelés bukása erősítette a pro-iszlamista érzelmeket a társadalomban, mivel az emberek az iszlámra egy hosszan tartó soha el nem múló francia uralommal szembeni szimbolikus ellenállásként tekintettek. Továbbá Líbia megszállása 1911-ben együttérzést keltett a muszlim közösségben és megerősítette az iszlám kulturális identitást. E két esemény megszilárdította az iszlám gyarmatosításellenes retorikát.
Az iszlamizmus átpolitizálása egy vallásos tudósok által indított hullámmal kezdődött: Dzsamál ad-Dín al-Afghání (1838–97), Mohamed Abduh (1849–1905) és Rasíd Ridá (1865–1935) írásai a külföldi gazdasági kontroll problémáját emelték a középpontba és erre válaszul az iszlám ország alapítását látták a saría alapján, amelyek az algériai ulema központi értékei voltak. A mozgalom egyértelműen elutasította az ateizmust és a széles körű nyugati felfogással ellentétben nem volt nyíltan szekuláris. Az iszlamizmus talán a legfontosabb mobilizációs ideológia volt az algériai háború idején. A párt azonban a függetlenség után a gyakorlatban támogatta az iszlám modern felfogásait, az algériai társadalom átalakulását, a nők emancipációját stb. és kizárólag szekuláris intézményekkel dolgozott.
Sadli Bendzsedid ezredes 1971-es hatalomra kerülése előtt a kormány igen nagy sikerrel monitorozta és fékezte az iszlamista mozgalom tevékenységét húsz éven át, de az iráni forradalom újraélesztette a mozgalmat, ami komoly fenyegetést jelentett az állam számára. Az algériai függetlenség elnyerése óta a vallás csupán a pártrezsim legitimációs eszközévé lett, különösen Huári Bumedien ezredes (1965–78) elnöksége idején. Az iszlám államvallásként volt számon tartva és az algériai identitás szerves része volt, ahogy Bumedien maga is büszke volt a Korán ismeretére. Elődje, Ahmed Ben Bella (1962-65) sokkal inkább elkötelezett volt a rendszer iszlám komponense felé, habár ő inkább arab nacionalistának tekinthető, mint iszlám aktivistának. A közép-késő 1980-as években Bendzsedid ismét beemelte a vallásosan konzervatív törvényhozást az iszlamista ellenzék megbékítése érdekében. Az algériai polgárháborúban és az után a párt álláspontja szerint az algériai iszlám fontos befolyással bír, ugyanakkor azt is vallották, hogy a hitgyakorlatnak progresszívnak és modernnek kell lennie, még ha a párt általában inkább a konzervatív társadalmi értékek felé tendál. Erősen elítélte az Iszlám Üdvözülés Front (FIS) és más csoportok radikálisan fundamentalista vallási tanításait, viszont támogatta az erőszakmentes iszlamista pártokat és a velük való közös munkát a politikában.

### Szocializmus
Az osztályharc megszüntetésének ügye megtalálható az FLN kései szocialista és populista programjaiban. Úgymint az egalitarizmus, ami egy felszabadításért folytatott harcot feltételez, tükrözi az FLN militarista szocializmusát Ben Bella idején, aki a harcot egy új társadalom megteremtésében látta, ami a parasztságban rejlő potenciál kibontakoztatását eredményezi.
Az FLN ideológiai felépítése megosztó és vitatott, de különböző társadalmi-gazdasági kontextusok vizsgálatán keresztül elemezhető. A kubai rakétaválság és a hidegháború globális történeti hátterét, Algériára a harmadik világ kapujaként tekinthetünk az ideológiai konfliktuság tekintve. Az FLN ideológiáit Ben Bella és Bumedien alatt nagyban az ország alapvető szükségletei befolyásolták, úgymint radikális gazdasági reformok, nemzetközi segélyek és elismerés szerzése és az országban lévő iszlám nyomás.
Az algériai függetlenségi háború következtében 8000 falu és több millió holdnyi föld ment tönkre. A centralizált hatalom, jelen esetben az FLN kénytelen volt cselekedni és a problémát lenini korporativista módszerekkel kívánta megoldani. Ben Bella is kísérletezett a szocialista munkás önszervezés koncepciójával a muszlim dolgozók körében, akik ipari vagy mezőgazdasági iparágakban kezdtek dolgozni, ezek az intézkedések elősegítették a profitmegosztást és az egyenlőséget. Ben Bella és a követői az FLN-ben hittek a vallás és a szocializmus közti harmóniában, politikai érdekük volt, hogy megújítsák az FLN-t egy forradalommal, amely összehozza az iszlámot a szocializmussal.
Az algériai ulemával és a konzervatívokkal szembe menve, akik Ben Bella szándékosan iszlamizmus felé hajló politikáját felszínesnek tartották, az FLN megőrizte a marxista-leninista szervezési elveit, amelyek a szekuláris intézményeket részesítették előnyben a vallással szemben. A későbbi FLN ideológiai váltása a szocializmus- és kommunizmusellenességre Kaid Ahmed ellenszenvével magyarázható Bumedien baloldali programjával szemben, ami egy radikális agrárforradalmat hirdetett a gazdag földtulajdonosok kárára. A gazdag földtulajdonosok pedig a vallással védekeztek, így támogatták az iszlamista mozgalmat, amely fokozatosan átvette az uralmat a nemzeti érzület felett később az évszázadban.  1971-től 1992-ig Sadli Bendzsedid kormánya autoritatív, de barátságos volt, kevésbé szilárd ideológiák terén, de mérsékeltebb belpolitikai és külpolitikai ügyek mentén, de mindeközben Bendjedid és tanácsadói hittek a szocializmusban. A 21. században a párt egyre inkább elmozdult a szocialista retorikától egy általánosabb populizmus és nacionalizmus felé.

### Kommunizmus
A szervezet kezdetben elkötelezett volt a szocializmus felé, de mindezt az arab szocializmus keretein belül és szembement az ortodox marxizmussal. Az osztályok létezése az algériai társadalomban általánosan elutasított volt, még akkor is, ha a párt legfőbb ideológiai hangadói a marxi elméleti keretben gondolkoztak. 
A marxi terminológiát a párt radikálisai gyakran alkalmazták a Franciaországgal szembeni konfliktusra. A gyarmatosítókat például a gazdasági elnyomó és népellenség szerepébe helyezték és „burzsoáziának” címkézték a nem együttműködő vagy franciákat támogató elitet. Az FLN ugyan a függetlenségi háborúba praktikus okokból bevont néhány kommunista aktivistát a tevékenységébe, de megtiltotta, hogy az FLN-en kívül tevékenykedjenek a háború után. Ezt követően az FLN gyorsan beszüntette a Moszkva által támogatott Algériai Kommunista Pártot (PCA). A függetlenség óta azonban Algéria pártállamként működött az FLN irányításával, tehát hamarosan több kommunista értelmiségit is kooptált a rendszer. Az együttműködés Ben Bella és a késői bumedieni években volt. Amikor a Szocialista Élcsapat Párt (PAGS) 1966-ban megalakult, együttműködött és taktikai egyeztetéseket tartott az FLN-nel, valamint elismerte az FLN-t mint az ország egyetlen legitim pártját.

## Választások története

### Elnökválasztás
| A választás éve | A párt jelöltje       | Szavazatok   | %            | Eredmény      |
| --------------- | --------------------- | ------------ | ------------ | ------------- |
| 1963            | Ahmed Ben Bella       | 5 805 103    | 99,6%        | megválasztott |
| 1976            | Huári Bumedien        | 7 976 568    | 99,5%        | megválasztott |
| 1979            | Sadli Bendzsedid      | 7 736 697    | 99,4%        | megválasztott |
| 1984            | Sadli Bendzsedid      | 9 664 168    | 99,42%       | megválasztott |
| 1988            | Sadli Bendzsedid      | 10 603 067   | 93,26%       | megválasztott |
| 1995            | bojkottálták          | bojkottálták | bojkottálták | bojkottálták  |
| 1999            | Abd el-Azíz Buteflíka | 7 445 045    | 73,8%        | megválasztott |
| 2004            | Ali Benflisz          | 653 951      | 6,42%        | elvesztett    |
| 2009            | Abd el-Azíz Buteflíka | 12 911 705   | 90,24%       | megválasztott |
| 2014            | Abd el-Azíz Buteflíka | 8 332 598    | 81,53%       | megválasztott |
| 2019            | bojkottálták          | bojkottálták | bojkottálták | bojkottálták  |

### A Népi Nemzetgyűlés választásai
| A választás éve | A párt vezetője       | Szavazatok | %      | Helyek    | +/-     | Pozíció | Kormányzás? |
| --------------- | --------------------- | ---------- | ------ | --------- | ------- | ------- | ----------- |
| 1962            | Ahmed Ben Bella       | 5 267 324  | 99,7%  | 196 / 196 | 196     | 1.      | igen        |
| 1964            | Ahmed Ben Bella       | 4 493 416  | 87,0%  | 196 / 196 | Állandó | 1.      | igen        |
| 1977            | Huári Bumedien        | 6 037 537  | 75,84% | 261 / 261 | 65      | 1.      | igen        |
| 1982            | Sadli Bendzsedid      | 6 054 740  | 100%   | 282 / 282 | 21      | 1.      | igen        |
| 1987            | Sadli Bendzsedid      | 9 910 631  | 100%   | 295 / 295 | 13      | 1.      | igen        |
| 1997            | Bualem Ben Hamuda     | 1 497 285  | 14,3%  | 62 / 380  | 233     | 3.      | igen        |
| 2002            | Abd el-Azíz Buteflíka | 2 618 003  | 34,3%  | 199 / 389 | 137     | 1.      | igen        |
| 2007            | Abd el-Azíz Buteflíka | 1 315 686  | 22,98% | 136 / 386 | 63      | 1.      | igen        |
| 2012            | Abdelmalek Szellal    | 1 324 363  | 17,35% | 208 / 462 | 72      | 1.      | igen        |
| 2017            | Djamel Ould Abbes     | 1 681 321  | 25,99% | 164 / 462 | 44      | 1.      | igen        |

## Fordítás
Ez a szócikk részben vagy egészben  a   National Liberation Front (Algeria) című angol Wikipédia-szócikk ezen változatának fordításán alapul.  Az eredeti cikk szerkesztőit annak laptörténete sorolja fel. Ez a jelzés csupán a megfogalmazás eredetét és a szerzői jogokat jelzi, nem szolgál a cikkben szereplő információk forrásmegjelöléseként.